# بريذ (أغنية)
بريذ Breathe هي أغنية لي بلو كانتريل وشون بول، صدرت في 28 يوليو 2003. وهي من كتابة إمينيم وشون بول واندريه يونغ، ومن إنتاج اندريا مارتن وإيفان ماتياس.

## ابرز إنجازات الأغنية
- 1 Uk Singles Chart
- 1 Irish Singles Chart
- 1 Us R&B Chart
- 1 World Wide Chart
- 3 Australia Chart